# 194 Prokne
194 Prokne este un asteroid din centura principală, descoperit pe 21 martie 1879, de Christian Peters.